# Шинпан даимјо
Шинпан (親藩) даимјои су владари феудалних области Јапана који су били у родбинским односима са Токугава фамилијом. Иако су сви шинпан даимјои били рођаци Токугава шогуна, нису сви рођаци били шинпан даимјои. Пример за то је Мацудаира клан области Окутоно коју су били фудаи даимјои. Рођаци који нису били даимјои (попут припадника госанкјоа), називани су камон – што је резултирало да се понекад и шинпан даимјои називају камон даимјои (家門大名). У шинпан даимјое сврставају се три споредне породице Токугаве (госанкјо), Мацудаира клан из области Аизу и Мацудаира клан из области Фукуи.